# Walter Odermatt
Walter Odermatt (* 10. Juli 1875 in Ennetmoos; † 27. Juni 1942 in Stansstad) war ein Schweizer Politiker. Von 1922 bis 1925 gehörte er als Vertreter der Liberalen dem Regierungsrat des Kantons Nidwalden an.

## Leben
Walter Odermatt wurde als Bürger von Dallenwil und Sohn des Senns Jakob (Josef) Odermatt und der Theresia Zimmermann geboren. Er war Landwirt im Ortsteil Obbürgen der Gemeinde Stansstad.
Seine politische Laufbahn auf Gemeindestufe begann bereits früh. Im Jahr 1902 wurde er Mitglied des Schulrats von Obbürgen. Im Jahr 1914 wurde Josef Odermatt Mitglied des Kirchenrats der Kirchgemeinde Stans, Ersatzmann des Stansstader Friedensrichters sowie Ersatzmitglied und 1919 Mitglied der Gemeindesteuerkommission. 1919 wählten ihn seine Mitbürger zum Gemeindepräsidenten von Stansstad. Wegen seiner Wahl in den Regierungsrat wurde Odermatt vom Gemeindepräsidenten zum einfachen Gemeinderat, den er 1926 endgültig verliess.
Im Jahr 1908 begann seine politische Karriere auf kantonaler Ebene, als er als Ratsherr in den Landrat gewählt wurde. Im gleichen Jahr wurde Odermatt Ersatzmitglied in der Güteranschlagskommission und Mitglied des Armenrats von Stans. Nach Ablauf der sechsjährigen Wahlperiode gab Walter Odermatt den Austritt aus dem Parlament. Das Volk wählte Walter Odermatt an der Landsgemeinde 1922 in den Regierungsrat. Nach drei Jahren im Amt des Landwirtschaftsdirektors trat er aus der Nidwaldner Regierung aus. Im Jahr 1926 wurde Odermatt Ersatzmann im Nidwaldner Obergericht und Mitglied des Aufsichtsrats der Kantonalen Steuerverwaltung. Das Jahr 1931 bescherte ihm die Ämter als Mitglied des Obergerichts und der Gerichtskommission.
Walter Odermatt heiratete am 10. Mai 1905 in Stans (Anna) Marie (Josefa) Imboden. Aus dieser Ehe stammen sechs Kinder (je drei Söhne und Töchter). Er war Präsident des Milchproduzentenverbands Nidwalden,  Kapellvogt und Filialschreiber von Obbürgen und Präsident des Kirchenbauvereins Obbürgen.

## Quelle
- Neues Stammbuch. Band IV, Odermatt, 390 (103).
- Familienregister Dallenwil, Band III, Nummer 95. (nicht öffentlich)